# 穆贊
穆赞（748年—805年12月22日），字相明，唐朝怀州河内人，穆寧的长子，穆質、穆員的哥哥。
穆赞初任济源主簿。其父穆宁为和州刺史，以刚直不屈，被观察使诬奏，贬为泉州司户参军。穆赞到京师号泣上诉。皇帝下诏御史覆问，穆宁得昭雪。穆赞、穆员兄弟与韦夏卿、齐映友善。穆赞历任京兆兵曹参军、殿中侍御史，转侍御史，分司东都。陕州观察使卢岳之妾裴氏，卢岳之妻分财产不给她的儿子，诉告于官，穆赞审理其事。御史中丞卢佋想要治裴氏重罪。穆赞持正不许。窦参与卢佋友善，以为穆赞因以小事不受指使，侍御史杜伦希诬陷穆赞受贿，捕送入狱。穆赞弟穆赏，击登闻鼓鸣冤。唐德宗下诏三司使重审无罪，出为郴州刺史。窦参倒台，召穆赞为刑部郎中，延英殿问对，被德宗嘉赏，擢升为御史中丞。
裴延龄判度支，属吏有受贿，裴延龄想要释放他，穆赞坚持以为不可。裴延龄诬陷害穆赞，因赵憬保护解救，贬为饶州别驾。担任泉州刺史时，泉州别驾马摠得罪宦官薛盈珍，福建观察使柳冕在薛盈珍的授意下要杀马摠，因穆赞保护，马摠得以免死。为母丁忧，再转任虔州刺史、常州刺史，在地方有政绩。
唐宪宗即位，元贞元年（805年）八月，以常州刺史穆赞为宣州刺史、御史中丞，充宣歙池观察使。前任崔衍在任十年，府库充盈。穆赞代州以钱四十万贯代百姓税赋，有旱灾，宣州人不至流散。十一月廿八癸巳日，穆赞去世，时年五十八岁，赠工部尚书。穆赞兄弟被人用“珍味”比喻：穆赞俗而有格，为酪；穆质美而多入，为酥；穆员为醍醐；穆赏为乳腐。